# Guitar Hero Encore: Rocks the 80s
Guitar Hero Encore: Rocks the 80s (intitulado Guitar Hero: Rocks the 80s na Europa) é um jogo eletrônico de ritmo musical. É o primeiro spin-off da série Guitar Hero. Foi lançado exclusivamente para PlayStation 2 em julho de 2007 na América do Norte e Europa, e em agosto de 2007 na Austrália. Esse é o último jogo da série a ser desenvolvido pela Harmonix antes da criação da série Rock Band. Guitar Hero III: Legends of Rock, a continuação da série, foi desenvolvida pela Neversoft, subsidiária da Activision.

## Recepção
| Publicação                       | Nota                        |                             |
| -------------------------------- | --------------------------- | --------------------------- |
| 1UP.com                          | B                           |                             |
| Game Informer                    | 8.25/10                     |                             |
| GameSpot                         | 7.0/10                      |                             |
| IGN                              | 7.2/10                      |                             |
| Electronic Gaming Monthly        | 7.5/10 - 6.0/10 - 6.0/10    |                             |
| Sites com compilações de reviews | Notas agregadas             | Notas agregadas             |
| Game Rankings                    | 71% (baseado em 31 reviews) | 71% (baseado em 31 reviews) |
| Metacritic                       | 69% (baseado em 32 reviews) | 69% (baseado em 32 reviews) |

Guitar Hero Encore: Rocks the 80s foi lançado com críticas mornas em geral,[carece de fontes?] e tem recebido em geral menos elogios do que os dois primeiros jogos da série. A maioria dos críticos concordaram que o preço de $ 49,99 era muito alto, considerando-se a trilha sonora reduzida. GameSpot criticou a quantidade de músicas em relação ao preço do jogo. Um crítico comentou que "30 canções para US $ 50 é um valor ruim, de qualquer modo que você o fizesse" e o jogo "é como um rápido e sujo meio de ganhar dinheiro". Um revisor também comentou que a trilha sonora era "eclética", mas "sólida". Outros reviews, incluindo 1UP.com, IGN, e Electronic Gaming Monthly criticaram o jogo por sua seleção musical. GameSetWatch comparou o jogo à Metal Machine Music, dizendo que o jogo é "totalmente de obrigação contratual da Harmonix" devido ao mínimo de alterações feitas a partir de Guitar Hero II.

## Trilha Sonora
Músicas em negrito indicam o uso das gravações originais pela respectiva banda.
Entre parênteses, o ano em que cada música foi lançada.
1. Opening Licks
- "(Bang Your Head) Metal Health" - Quiet Riot (1983)
- "We Got the Beat" - The Go-Go's (1981)
- "I Ran (So Far Away)" - A Flock of Seagulls (1982)
- "Balls to the Wall" - Accept (1983)
- "18 and Life" - Skid Row (encore) (1989)

2. Amp Warmers
- "No One Like You" - Scorpions (1982)
- "Shakin'" - Eddie Money (1982)
- "Heat of the Moment" - Asia (1982)
- "Radar Love" - White Lion (cover da banda Golden Earring) (1989)
- "Because, It's Midnite" - Limozeen  (encore) (2003)

3. String Snappers
- "Holy Diver" - Dio (1983)
- "Turning Japanese" - The Vapors (1980)
- "Hold on Loosely" - 38 Special (1981)
- "The Warrior" - Scandal (1984)
- "I Wanna Rock" - Twisted Sister (encore) (1984) (apesar de a música original ser de 1984, a gravação usada no jogo foi retirada de Still Hungry, remake de Stay Hungry datado de 2004)

4. Return of the Shred
- "What I Like About You" - The Romantics (1980)
- "Synchronicity II" - The Police (1983)
- "Ballroom Blitz" - Krokus (cover da banda Sweet) (1984)
- "Only a Lad" - Oingo Boingo (1981)
- "Round and Round" - Ratt (encore) (1984)

5. Relentless Riffs
- "Nothin' But a Good Time" - Poison (1988)
- "Lonely is the Night" - Billy Squier (1981)
- "Bathroom Wall" - Faster Pussycat (1987)
- "Los Angeles" - X (1980)
- "Wrathchild" - Iron Maiden (encore) (1981)

6. Furious Fretwork
- "Electric Eye" - Judas Priest (emendada com a faixa introdutória "The Hellion") (1982)
- "Police Truck" - Dead Kennedys (1980)
- "Seventeen" - Winger (1988)
- "Caught in a Mosh" - Anthrax (1986)
- "Play With Me" - Extreme (encore) (1989)